# Nick Littlemore
Nicholas George Littlemore, detto Nick (Sydney, 6 maggio 1978), è un musicista, cantante e produttore discografico australiano.
È il cantante sia degli Pnau che del duo Empire of the Sun con Luke Steele. Nella sua carriera ha collaborato con Elton John, Robbie Williams, Ellie Goulding, Groove Armada, Mercy Arms, Van She e Mika.
Insieme a Peter Mayes crea la Lab78 producendo i Vlossom ed artisti emergenti.

## Carriera
Intorno alla metà degli anni novanta ha fondato i Pnau, gruppo che ha debuttato nel 1999 con l'album Sambanova.
Nel gruppo collabora con Peter Mayes, che Nick aveva conosciuto all'età di 10 anni.
Nel 2004 forma il gruppo art-rock Tennager insieme a Pip Brown (Ladyhawke). Il primo disco del gruppo Thirteen è uscito nel 2006.
Dopo aver conosciuto Luke Steele (già membro dei The Sleepy Jackson), nel 2007 fonda con lui il gruppo elettro-pop Empire of the Sun, che ha debuttato con successo l'anno seguente con l'album Walking on a Dream.
Nel 2009 Littlemore si sposta in Canada per collaborare con il Cirque du Soleil in qualità di compositore e direttore musicale dello show Zarkana, scritto e diretto da François Girard, spettacolo che ha esordito nel giugno 2011.